# Phaonia flavitibia
Phaonia flavitibia är en tvåvingeart som först beskrevs av Oskar Augustus Johannsen 1916.  Phaonia flavitibia ingår i släktet Phaonia och familjen husflugor. Inga underarter finns listade i Catalogue of Life.